# The Mystery of the Leaping Fish
The Mystery of the Leaping Fish è un cortometraggio muto del 1916 diretto da  John Emerson. Interpretato da Douglas Fairbanks e prodotto dalla Triangle Film Corporation, il film fu distribuito in sala l'11 giugno 1916.

## Produzione
Il film, con il titolo di lavorazione The Detective, fu prodotto sotto la supervisione di David W. Griffith dalla Triangle Film Corporation.

## Distribuzione
Distribuito dalla Triangle Distributing, il film - un cortometraggio in due rulli della durata di 26 minuti - uscì nelle sale cinematografiche statunitensi l'11 giugno 1916. In Francia, prese il titolo Le Mystère du poisson volant, in Ungheria quello di A hal rejtélye, in Russia Тайна летучей рыбы.
Il film esiste in una copia in positivo in 35 mm appartenente alla Cohen Media Group (Raymond Rohauer collection). Riversato in DVD, è stato distribuito dalla Kino International nel 2001 insieme a Il gaucho. Nel 2008, è stato inserito in un cofanetto della Flicker Alley contenente alcuni film di Douglas Fairbanks dal titolo Douglas Fairbanks: A Modern Musketeer (1916-1921) per un totale di 760 minuti. Ambedue i DVD sono in NTSC.
Il 25 novembre 2012, la pellicola è stata proiettata al New York Film Forum.